# 前野智郎
前野 智郎（まえの ともろう、1996年9月3日 - ）は、新潟放送 (BSN) のアナウンサー。

## 来歴
神奈川県横須賀市生まれ、東京都世田谷区育ち。本人は世田谷区を出身地としている。
明治学院大学法学部消費情報環境法学科を卒業後、2019年4月に新潟放送に入社。アナウンス部に配属され、同期の行貝寧々とともに同局のアナウンサーになる。同じく明治学院大学法学部出身の関根苑子は大学の先輩にあたる。

## 担当番組

### テレビ番組
- BSN NEWS ゆうなび - 「もっとふむふむ」担当[6]、火曜フィールドキャスター[7]
- BSN水曜見ナイト → 新潟全県民バラエティ 水曜見ナイト - 中継担当[6]、「クイズ！この街BINGO3」「ほんまですかクエスト」担当[2][7]

### ラジオ番組
- わたしとよりみちくん
- 工藤淳之介 3時のカルテット - 中継担当[6]、「我ら！イケメン四銃士」「横浜DeNAベイスターズがやってくる！」担当[7]
- 高橋なんぐの金曜天国 - 不定期出演[8][9]
- スーパー・ササダンゴ・マシンのチェ・ジバラ - 不定期出演